# Eupithecia subexiguata
Eupithecia subexiguata är en fjärilsart som beskrevs av András Vojnits 1974. Eupithecia subexiguata ingår i släktet Eupithecia och familjen mätare. Inga underarter finns listade i Catalogue of Life.